# مروانة تحتاني
مروانة تحتاني (بالكردية: Merwanê Jêrin‏) هي قرية سوريّة تتبع إداريّاً لمحافظة حلب منطقة عفرين ناحية جنديرس، وبلغ تعداد سكانها 740 نسمة حسب قيود السجل المدني لنهاية عام 2005.